# Иш Таб
Иш Таб (Ixtab — Петля-Женщина) — у индейцев майя богиня самоубийств и жертвоприношений, также ассоциировавшаяся с плодородием и лунным затмением. В Дрезденском кодексе изображена повесившейся. Как предполагали майя, Иш Таб находилась на ветвях мирового древа, соответствовавших раю. Необходимо отметить позитивное отношение майя к суициду, приравнивавшемуся к жертвоприношению или военному подвигу (ср. харакири). Для самоубийц Иш Таб выполняла роль психопомпа. В индейском фольклоре Иш Таб — вредоносный женский дух, заманивающий мужчин в лес. Она также часто появляется в произведениях фантастической литературы, связанных с мифологией майя.